# Richard Pick (Archivar)

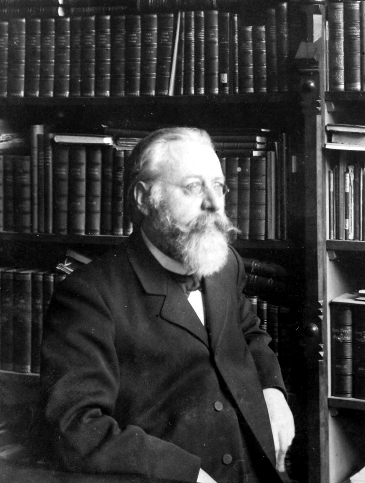
Richard Pick um 1920

Richard Pick (* 26. Dezember 1840 in Kreuzau, Kreis Düren; † 18. März 1923 in Aachen) war ein deutscher Historiker und Archivar.

## Leben und Wirken
Pick, Sohn eines Apothekers, studierte zunächst Medizin an den Universitäten in Würzburg, Bonn und Paris, dem er anschließend ein Studium der Rechtswissenschaften an den Universitäten in Heidelberg, Berlin und erneut in Bonn folgen ließ. Ab 1871 war er nach mehreren Zwischenstationen als Richter tätig.
Parallel zu seiner juristischen Laufbahn engagierte sich Pick von frühester Zeit an auf dem Feld der Geschichtswissenschaften und brachte 1875 seine erste Monatszeitschrift unter dem Titel „Picks Monatsschrift“ heraus, die später ab 1884 als „Westdeutsche Zeitschrift für Geschichte und Kunst“ herausgegeben wurde. Zu jener Zeit war es nebenberuflich als Sekretär im „Historischen Verein für den Niederrhein“ und im „Bonner Verein der Altertumsfreunde“ aktiv. In Aachen trat er dem Aachener Geschichtsverein bei, den er mit monatlichen Vortragsabenden und Exkursionen modernisieren und einem breiten Publikum öffnen wollte. Nachdem dies auf Skepsis gestoßen war, gründete er mit anderen Interessierten am 15. Oktober 1885 den „Verein für Kunde der Aachener Vorzeit“, der jedoch bereits 22 Jahre später im Jahr 1907 mit dem Aachener Geschichtsverein fusionierte.
Pick war zwischenzeitlich von Dezember 1884 bis 1911 zum Direktor des Aachener Stadtarchivs ernannt worden, wo es unter seiner Leitung zum Aufbau einer Handbibliothek kam, für die auch Ankaufmittel aus dem ordentlichen Haushalt zur Verfügung standen. Er unterbreitete dem Archiv- und Bibliothek-Comité eine Liste der in Frage kommenden Anschaffungen. Seit dem Haushaltsjahr 1885/1886 sind daraufhin regelmäßig bestimmte Finanzmittel für die Handbibliothek des Stadtarchivs im Haushaltsplan nachgewiesen, die durch Geschenke und Zuweisungen Dritter ergänzt wurden. In Picks Amtszeit fiel im Jahr 1890 auch die Verlegung des Stadtarchivs in die Räume des Grashauses von Aachen sowie sieben Jahre später der dortige Bau eines Erweiterungstraktes für die Bibliothek.
Pick war Verfasser zahlreicher historischer Aufsätze und Bücher zur Geschichte und Kunstgeschichte des westlichen Rheinlands. Seine umfangreiche Privatbibliothek und -sammlung gelangte kurz nach seinem Tode im Antiquariat Creutzer in Aachen zur Versteigerung.

## Schriften (Auswahl)
- Die Anwesenheit Napoleon’s I. zu Rheinberg im Jahre 1804. Lintz, Trier 1880. (pdf)
- Aus Aachens Vergangenheit. Beiträge zur Geschichte der alten Kaiserstadt. Creutzer, Aachen 1895. (pdf)
- (mit Joseph Laurent): Das Rathaus zu Aachen. Geschichte und Baugeschichte. Aachen 1914.